# Theodor Schmitt (Verwaltungsjurist)
Theodor Schmitt (* 11. November 1875 in Lindau; † nach 1937) war ein deutscher Verwaltungsjurist und Bezirksoberamtmann.

## Leben
Theodor Schmitt studierte in den Jahren von 1894 bis 1898 Rechtswissenschaften an der Ludwig-Maximilians-Universität München (Mitglied der AGV München), legte die erste juristische Staatsprüfung ab und leistete den dreijährigen Vorbereitungsdienst (Referendariat), der ihn zum Amtsgericht Bad Reichenhall, Landgericht Kempten und zum Bezirksamt Lindau führte. 1901 folgte in Augsburg das Große juristische Staatsexamen (Note II 11/40) und zum 1. Juni 1902 eine Anstellung als geprüfter Rechtspraktikant. Im Oktober 1904 wurde er Assessor beim Bezirksamt Rottenburg an der Laaber und 1909 in Traunstein. Am 16. Mai 1914 wurde er zum Assessor bei der Regierung von Mittelfranken ernannt und zum 1. Oktober 1919 als Bezirksamtmann mit der Leitung des Bezirksamtes Deggendorf betraut. Zum 1. April 1920 als Bezirksoberamtmann übergeleitet, erhielt er zum 1. März 1923 Titel und Rang eines Oberregierungsrats.
Schmitt wurde unter Druck vorzeitig in den Ruhestand verabschiedet.
Er war zum 1. Mai 1935 in die Nationalsozialistische Deutsche Arbeiterpartei (Mitgliedsnummer 3.639.987) eingetreten.